# Tynwald
Tynwald (in mannese Tinvaal) o High Court of Tynwald (in mannese Ard-whaiyl Tinvaal) è il parlamento bicamerale dell'Isola di Man, composto da una camera eletta direttamente, la House of Keys ed un'altra scelta indirettamente, il Legislative Council.

## Storia
Istituito nel 979 d.C., pur non essendo il parlamento più antico del mondo, è sicuramente quello che è in funzione da più tempo, non avendo mai interrotto le proprie attività; sia quello islandese sia quello delle isole Fær Øer vennero istituiti in data anteriore, ma furono temporaneamente aboliti, rispettivamente tra il 1800 ed il 1845 e tra il 1816 ed il 1852.
Il 5 luglio, festa nazionale dell'Isola di Man, tutti i membri del Tynwald partono da Douglas, la capitale, per riunirsi presso la Tynwald Hill, una minuscola collina nell'ovest dell'isola, dove vengono proclamate tutte le nuove leggi dell'isola alla presenza del Vice-Governatore, in rappresentanza del monarca del Regno Unito, che è anche Signore di Man.